# Gottfried Mind

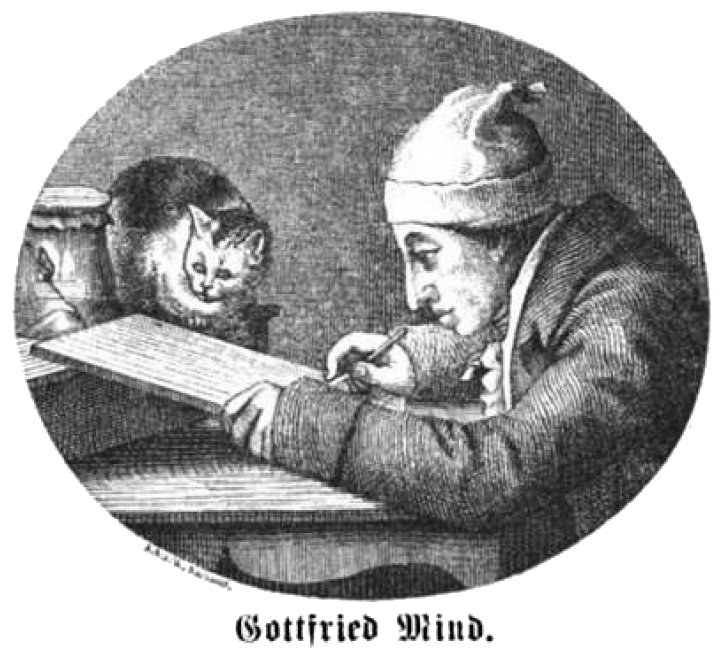
Gottfried Mind

Gottfried Mind (1768 - 17 de noviembre de 1814) fue un suizo autista savant que se especializó en el dibujo. Fue llamado el "Rafael de los gatos" a causa de la excelencia con la que pintó ese animal.

## Infancia
Gottfried Mind nació en Berna en el año 1768. Su padre había sido carpintero y de la forma-de corte a Suiza desde Lipsich, en la Alta Hungría. Mind quedó en gran parte a sí mismo a causa de su débil constitución.

## Muerte
Un trastorno creciente en el pecho le había puesto más allá de todo esfuerzo por el tiempo de un año. El 17 de noviembre de 1814, un paroxismo de su enfermedad se lo llevó a la edad de 46 años.